# Šljeme
Šljeme – szczyt w paśmie Durmitor, w Górach Dynarskich, położony w Czarnogórze. Jest to trzeci co do wysokości szczyt Durmitoru. W zasadzie Šljeme to ok. 2-kilometrowej długości płaskowyż, którego najwyższy szczyt to Vrh Šljemena o wysokości 2455 m.